# Myrcia nitida
Myrcia nitida är en myrtenväxtart som beskrevs av Jacques Cambessèdes. Myrcia nitida ingår i släktet Myrcia och familjen myrtenväxter. Inga underarter finns listade i Catalogue of Life.